# AnimaniA Awards
Der AnimaniA Award ist ein seit 2006 durch das deutsche Magazin AnimaniA vergebener Preis für japanische Populärkultur. Die Verleihung der Preise findet während der Eröffnungsfeier der AnimagiC statt. Auf Grund der COVID-19-Pandemie und der damit verbundenen Absage der AnimagiC fand die Verleihung der AnimaniA Awards 2020 im Rahmen einer Online-Preisverleihung statt.

## Vergabesystem
Beim AnimaniA Award handelt es sich um einen Publikumspreis, das heißt, dass die Gewinner jeder Kategorie durch das Publikum bzw. die Leser des AnimaniA-Magazins in einer geheimen Online-Abstimmung bestimmt werden. Dabei kann jeder Teilnehmer am Online-Voting die Nominierten bis zu fünf Punkten bewerten oder man gibt keine Antwort ab. Die Titel und Künstler, die am Ende der Abstimmungsphase die meisten Punkte erhalten, werden bei der Preisverleihung ausgezeichnet. Für die AnimaniA Awards wurden 2017 rund 9200 Stimmen abgegeben, 2018 rund 12000 sowie 2019 und 2020 rund 15000. Die Teilnehmer an der Online-Abstimmung haben die Möglichkeit, von den Sponsoren der Preisverleihung gestellte Sachpreise zu gewinnen. In der Vergangenheit konnten die Stimmen auch auf dem postalischen Weg abgegeben werden. Jeder Leser durfte dabei lediglich ein Mal seine Stimme abgeben. Leser, die mehrere Wahlzettel einsendeten, wurden aus der Wertung genommen.
Zur Abstimmung stehen Titel, die im vorhergehenden Kalenderjahr erstmals in Deutschland veröffentlicht worden sind. Dazu stellen die teilnehmenden Publisher Titel aus ihrem Programm in den einzelnen Kategorien auf. Die Nominierten in den Kategorien Beste Regie, Bestes Charakterdesign, Bestes Studio und Beste Online-Serie werden jedoch von der AnimaniA-Redaktion benannt. Die Nominierungen werden jährlich in der zweiten Printausgabe des Magazins jeden Jahres bekannt gegeben; die Gewinner auf der Website und in der sechsten Ausgabe des Magazins eines Jahres.
Es werden Preise in dreizehn Kategorien (Stand 2021) vergeben:
- Bester Anime (Serie, OVA, Film)
- Beste Online-Serie
- Bestes Animationsstudio
- Beste Regie
- Bestes Charakterdesign
- Bester Manga (national, international)
- Beste J-Music (Ani-Score, Ani-Song)
- Bestes J-Game
- Bester J-Movie/-Serie (Realfilm)

## Gewinner und Nominierungen

### 1. AnimaniA Award (2006)
| Kategorie                             | Gewinner                                           |
| ------------------------------------- | -------------------------------------------------- |
| Beste TV-Serie                        | Chobits                                            |
| Bester Movie                          | InuYasha – Affections Touching Across Time         |
| Beste OVA                             | Fushigi Yuugi – The Mysterious Play                |
| Beste Regie                           | Hayao Miyazaki für Nausicaä aus dem Tal der Winde  |
| Bestes Charakterdesign                | Hayao Miyazaki für Nausicaä aus dem Tal der Winde  |
| Bestes Studio                         | Studio Ghibli für Nausicaä aus dem Tal der Winde   |
| Bester Release TV-Serie/OVA (deutsch) | Chrono Crusade                                     |
| Bester Release Film (deutsch)         | Nausicaä aus dem Tal der Winde                     |
| Most Wanted                           | Tsubasa – Reservoir Chronicle                      |
| Bester Manga/Manwha                   | Wolf’s Rain von Iida Toshitsugu und Keiko Nobumoto |

### 2. AnimaniA Award (2007)
| Kategorie                         | Gewinner                                      |
| --------------------------------- | --------------------------------------------- |
| Beste TV-Serie                    | Naruto                                        |
| Bester Movie                      | Final Fantasy VII: Advent Children            |
| Beste OVA                         | Hellsing Ultimate OVA                         |
| Beste Regie                       | Hayao Miyazaki für Das wandelnde Schloss      |
| Bestes Charakterdesign            | Hayao Miyazaki für Das wandelnde Schloss      |
| Bestes Studio                     | Studio Ghibli für Das wandelnde Schloss       |
| Bester Manga/Manhwa international | Death Note von Tsugumi Ohba und Takeshi Obata |
| Bester Manga national             | Gothic Sports von Anike Hage                  |

### 3. AnimaniA Award (2008)
| Kategorie                  | Gewinner                               |
| -------------------------- | -------------------------------------- |
| Beste TV-Serie             | Fullmetal Alchemist                    |
| Bester Movie               | Das Mädchen, das durch die Zeit sprang |
| Beste OVA                  | School Rumble OVA                      |
| Beste Regie                | Seji Mizushima für Fullmetal Alchemist |
| Bestes Charakterdesign     | Hayao Miyazaki für Mein Nachbar Totoro |
| Bestes Studio              | Studio Ghibli für Mein Nachbar Totoro  |
| Bester Manga national      | Grimms Manga von Kei Ishiyama          |
| Bester Manga international | Vampire Knight von Matsuri Hino        |

### 4. AnimaniA Award (2009)
| Kategorie                  | Gewinner                                                   |
| -------------------------- | ---------------------------------------------------------- |
| Beste TV-Serie             | Death Note                                                 |
| Bester Movie               | Fullmetal Alchemist – Der Film: Der Eroberer von Shamballa |
| Beste OVA                  | Magister Negi Magi Negima!? OVA                            |
| Beste Regie                | Tetsuro Aragi für Death Note                               |
| Bestes Charakterdesign     | Nobuteru Yuki für Escaflowne – The Movie                   |
| Bestes Studio              | Madhouse für Death Note                                    |
| ANIMAX Most Wanted         | Rosario + Vampire                                          |
| Bester Manga national      | Stupid Story von Anna Hollmann                             |
| Bester Manga international | Vampire Kisses von Ellen Schreiber                         |

### 5. AnimaniA Award (2010)
| Kategorie                  | Gewinner                                     |
| -------------------------- | -------------------------------------------- |
| Beste TV-Serie             | Vampire Knight                               |
| Bester Movie               | Detektiv Conan – Die Partitur des Grauens    |
| Beste OVA                  | Tsubasa Tokyo Revelations                    |
| Beste Regie                | Kiyoko Sayama für Vampire Knight             |
| Bestes Charakterdesign     | Asako Nishida für Vampire Knight             |
| Bestes Studio              | Studio Deen für Vampire Knight               |
| ANIMAX Most Wanted         | Fullmetal Alchemist: Brotherhood             |
| Bester Manga national      | Life Tree’s Guardian von Natalie Wormsbecher |
| Bester Manga international | Elfen Lied von Lynn Okamoto                  |

### 6. AnimaniA Award (2011)
| Kategorie                  | Gewinner                                      |
| -------------------------- | --------------------------------------------- |
| Beste TV-Serie             | Black Butler                                  |
| Bester Movie               | Evangelion 2.22 – You Can (Not) Advance       |
| Beste OVA                  | Voices of a Distant Star                      |
| Beste Regie                | Toshiya Shinohara für Black Butler            |
| Bestes Charakterdesign     | Minako Shiba für Black Butler                 |
| Bestes Studio              | A-1 Pictures für Black Butler                 |
| Bester J-Movie             | Death Note – The Last Name                    |
| Bestes J-Game              | Dissidia 012 (Duodecim) Final Fantasy         |
| Bester J-Music-Act         | D’esparsRay – Immortal                        |
| Bester Manga national      | Die Wolke von Anike Hage und Gudrun Pausewang |
| Bester Manga international | Black Butler von Yana Toboso                  |

### 7. AnimaniA Award (2012)
| Kategorie                  | Gewinner                                                |
| -------------------------- | ------------------------------------------------------- |
| Beste TV-Serie             | Angel Beats!                                            |
| Bester Movie               | Arrietty – Die wundersame Welt der Borger               |
| Beste OVA                  | Kakurenbo: Hide & Seek                                  |
| Beste Regie                | Hayao Date für Naruto Shippuden                         |
| Bestes Charakterdesign     | Katsuzo Hirata für Angel Beats!                         |
| Bestes Studio              | P.A. Works für Angel Beats!                             |
| Bester J-Movie             | Gantz – Spiel um dein Leben (Sunfilm)                   |
| Bestes J-Game              | Dissidia 012 (Duodecim): Final Fantasy (Square Enix)    |
| Bester J-Music-Act         | Gackt für Attack of the Yellow Fried Chickenz           |
| Bester Manga national      | Diverse Künstler für Grimms Manga Sonderband (Tokyopop) |
| Bester Manga international | Jun Mochizuki für Pandora Hearts (Carlsen Manga)        |

### 8. AnimaniA Award (2013)
| Kategorie                  | Gewinner                                       |
| -------------------------- | ---------------------------------------------- |
| Beste TV-Serie             | Blue Exorcist                                  |
| Bester Movie               | One Piece – Strong World                       |
| Beste OVA                  | .hack//Quantum                                 |
| Beste Regie                | Tensai Okamura für Blue Exorcist               |
| Bestes Charakterdesign     | Takahiro Kishida für Puella Magi Madoka Magica |
| Bestes Studio              | A-1 Pictures für Blue Exorcist                 |
| Bester J-Movie             | Gantz – Die ultimative Antwort                 |
| Bestes J-Game              | Final Fantasy XIII-2                           |
| Bester J-Music-Act         | An Cafe – Amazing Blue                         |
| Bester Manga national      | Grimms Manga Fanbuch von Kei Ishiyama          |
| Bester Manga international | Blue Exorcist von Kazue Kato                   |

### 9. AnimaniA Award (2014)
| Kategorie                  | Gewinner                                       |
| -------------------------- | ---------------------------------------------- |
| Beste TV-Serie             | Sword Art Online                               |
| Bester Movie               | One Piece Z                                    |
| Beste OVA                  | Rurouni Kenshin – New Kyoto Arc                |
| Beste Regie                | Tomohiko Itō für Sword Art Online              |
| Bestes Charakterdesign     | Shingo Adachi für Sword Art Online             |
| Bestes Studio              | A-1 Pictures für Sword Art Online              |
| Bester J-Movie             | Rurouni Kenshin                                |
| Bestes J-Game              | Ni no Kuni: Der Fluch der Weißen Königin       |
| Bester J-Music-Act         | T.M.Revolution – Geisha Boy                    |
| Bester Manga international | Magi: The Labyrinth of Magic von Shinobu Otaka |
| Bester Manga national      | Skull Party von Melanie Schober                |

### 10. AnimaniA Award (2015)
| Kategorie                  | Gewinner                                           |
| -------------------------- | -------------------------------------------------- |
| Beste TV-Serie             | Fullmetal Alchemist: Brotherhood                   |
| Bester Movie               | Blue Exorcist – The Movie                          |
| Beste OVA                  | Highschool of the Dead – Drifters of the Dead      |
| Beste Regie                | Yasuhiro Irie für Fullmetal Alchemist: Brotherhood |
| Bestes Charakterdesign     | Keigo Sasaki für Blue Exorcist – The Movie         |
| Bestes Studio              | A-1 Pictures für Blue Exorcist – The Movie         |
| Bester J-Movie             | Black Butler – Ein Teufel von einem Butler         |
| Bestes J-Game              | Tales of Xillia 2                                  |
| Bester J-Music-Act         | Dir En Grey – Arche                                |
| Bester Manga international | Attack on Titan                                    |
| Bester Manga national      | Lost Ctrl von Evelyne Park                         |
| Sonderpreis Lebenswerk     | Hayao Miyazaki                                     |

### 11. AnimaniA Award (2016)
| Kategorie                  | Gewinner                             |
| -------------------------- | ------------------------------------ |
| Beste TV-Serie             | Tokyo Ghoul                          |
| Bester Movie               | Dragon Ball Z: Kampf der Götter      |
| Beste OVA                  | Hellsing Ultimate OVA                |
| Beste Regie                | Tomohiko Itō für Sword Art Online II |
| Bestes Charakterdesign     | Toshihiro Kawamoto für Noragami      |
| Bestes Studio              | BONES für Noragami                   |
| Bester J-Movie             | Kikis kleiner Lieferservice          |
| Bestes J-Game              | Final Fantasy Type-0 HD              |
| Bester J-Music-Act         | T.M.Revolution – Ten                 |
| Bester Manga international | Hiyokoi von Moe Yukimura             |
| Bester Manga national      | Fading Colors von Nightmaker         |

### 12. AnimaniA Award (2017)
| Kategorie                  | Gewinner                                                     |
| -------------------------- | ------------------------------------------------------------ |
| Beste TV-Serie             | Attack on Titan                                              |
| Bester Movie               | Der Junge und das Biest                                      |
| Beste OVA                  | Black Butler – Book of Murder                                |
| Beste Regie                | Tetsuro Araki für Attack on Titan                            |
| Bestes Charakterdesign     | Koji Odate für No Game No Life                               |
| Bestes Studio              | Kyōto Animation für Free!                                    |
| Bester Online-Anime        | Re:Zero – Starting Life in Another World                     |
| Bester J-Movie             | Assassination Classroom                                      |
| Bestes J-Game              | Pokémon Sonne und Mond (Handheld) Final Fantasy XV (Konsole) |
| Bester J-Music-Act         | girugamesh – Chimera                                         |
| Bester Manga international | Food Wars! von Shun Saeki und Yuki Tsukuda                   |
| Bester Manga national      | Goldfisch von Nana Yaa Kyere                                 |

### 13. AnimaniA Award (2018)
| Kategorie                  | Gewinner                                                                                              |
| -------------------------- | --- |
| Lebenswerk                 | Isao Takahata (posthum)                                                                               |
| Beste TV-Serie             | One Punch Man                                                                                         |
| Beste Online-Serie         | Die Braut des Magiers                                                                                 |
| Bester Movie               | Sword Art Online – The Movie: Ordinal Scale                                                           |
| Beste OVA                  | Tokyo Ghoul: Jack/Pinto                                                                               |
| Beste Regie                | Tomohiko Itō für Sword Art Online – The Movie: Ordinal Scale                                          |
| Bestes Charakterdesign     | Shingo Adachi für Sword Art Online – The Movie: Ordinal Scale                                         |
| Bestes Studio              | A-1 Pictures für Sword Art Online – The Movie: Ordinal Scale                                          |
| Bester J-Movie             | Attack on Titan – Film 1                                                                              |
| Bestes J-Game              | The Legend of Zelda: Breath of the Wild (Konsole) Pokémon Ultrasonne und Pokémon Ultramond (Handheld) |
| Beste J-Music              | MUCC für Myakuhaku                                                                                    |
| Bester Manga international | your name. von Makoto Shinkai und Ranmaru Kotone                                                      |
| Bester Manga national      | Kamo – Pakt mit der Geisterwelt von Ban Zarbo                                                         |

### 14. AnimaniA Award (2019)
| Kategorie                  | Gewinner                                                                                  |
| -------------------------- | ----------------------------------------------------------------------------------------- |
| Beste TV-Serie             | Violet Evergarden                                                                         |
| Beste Online-Serie         | That Time I Got Reincarnated as a Slime                                                   |
| Bester Movie               | Your Name.                                                                                |
| Beste OVA                  | Danmachi                                                                                  |
| Beste Regie                | Makoto Shinkai für Your Name.                                                             |
| Bestes Charakterdesign     | Masahi Ando und Masuyoshi Tanaka für Your Name.                                           |
| Bestes Studio              | CoMix Wave Films für Your Name.                                                           |
| Bester J-Movie             | Usagi Drop – The Movie                                                                    |
| Bestes J-Game              | Sword Art Online: Fatal Bullet (Konsole) Pokémon: Let’s Go, Pikachu! (Handheld)           |
| Beste J-Music              | Dir en grey für The Insulated World                                                       |
| Bester Manga international | Meine Wiedergeburt als Schleim in einer anderen Welt von Fuse & Taiki Kawakami & Mitz Vah |
| Bester Manga national      | Whispering Blue von CHASM (Marika Herzog und Michel Decomain)                             |

### 15. AnimaniA Award (2020)
| Kategorie                  | Gewinner                                                                 | Platz 2                                                                              | Platz 3                                                                                 |
| -------------------------- | ------------------------------------------------------------------------ | ------------------------------------------------------------------------------------ | --------------------------------------------------------------------------------------- |
| Beste TV-Serie             | Goblin Slayer                                                            | Sword Art Online Alicization                                                         | Re:Zero – Starting Life in Another World                                                |
| Beste Online-Serie         | Demon Slayer                                                             | Dr. Stone                                                                            | Fruits Basket                                                                           |
| Bester Movie               | I want to eat your pancreas                                              | Pokémon – Der Film: Die Macht in Uns                                                 | Dragon Ball Super: Broly – The Movie                                                    |
| Beste OVA                  | Violet Evergarden – Extra-Episode                                        | The Seven Deadly Sins – Anzeichen eines Heiligen Kriegs                              | 91 Days                                                                                 |
| Beste Regie                | Takaharu Ozaki für Goblin Slayer                                         | Manabu Ono für Sword Art Online Alicization                                          | Masaharu Watanabe für Re:Zero – Starting Life in Another                                |
| Bestes Charakterdesign     | Kyūta Sakai für Re:Zero – Starting Life in Another World                 | Takashi Nagayoshi für Goblin Slayer                                                  | Gou Suzuki/Shingo Adachi für Sword Art Online Alicization                               |
| Bestes Studio              | A-1 Pictures für Sword Art Online Alicization                            | White Fox für Goblin Slayer                                                          | BONES für Bungo Stray Dogs                                                              |
| Bester J-Movie             | Pokémon Meisterdetektiv Pikachu                                          | Never Ending Man Hayao Miyazaki                                                      | GANTZ:O                                                                                 |
| Bestes J-Game              | Kingdom Hearts III (Konsole) Pokémon Schwert & Pokémon Schild (Handheld) | Fire Emblem: Three Houses (Konsole) The Legend of Zelda: Link’s Awakening (Handheld) | Final Fantasy XIV: Shadowbringers (Konsole) Persona Q2: New Cinema Labyrinth (Handheld) |
| Beste J-Music              | Dir en grey für The World of Mercy                                       | sukekiyo für INFINITIUM                                                              | Matenrō Opera für Human Dignity                                                         |
| Bester Manga international | Dr. Stone von Riichiro Inagaki & Boichi                                  | Fullmetal Alchemist: Metal Edition von Hiromu Arakawa                                | Cells at Work! von Akane Shimizu                                                        |
| Bester Manga national      | Plüschmond von Horrorkissen                                              | Bibi & Miyu von Hirara Natsume und Olivia Vieweg                                     | L.A. Waves von PENGU                                                                    |

### 16. AnimaniA Award (2021)
| Kategorie                  | Gewinner                                            |
| -------------------------- | --------------------------------------------------- |
| Beste TV-Serie             | Demon Slayer                                        |
| Beste Online-Serie         | Jujutsu Kaisen                                      |
| Bester Movie               | Weathering with You                                 |
| Beste OVA                  | Lupin III. vs. Detektiv Conan: The Special          |
| Beste Regie                | Haruo Sotozaki für Demon Slayer                     |
| Bestes Charakterdesign     | Akira Matsushima für Demon Slayer                   |
| Bestes Studio              | Ufotable für Demon Slayer                           |
| Bester Anime-Score         | Go Shiina und Yuki Kajiura für Demon Slayer         |
| Bester Anime-Song          | Gurenge von LiSA aus Demon Slayer                   |
| Bester J-Movie             | Tokyo Ghoul S                                       |
| Bestes J-Game              | Animal Crossing: New Horizons                       |
| Bester Manga international | Demon Slayer: Kimetsu no Yaiba von Koyoharu Gotouge |
| Bester Manga national      | Das Geheimnis von Scarecrow von Gin Zarbo           |

### 17. AnimaniA Award (2022)
| Kategorie                  | Gewinner                                                                 |
| -------------------------- | ------------------------------------------------------------------------ |
| Beste TV-Serie             | Dr. Stone                                                                |
| Beste Online-Serie         | Tokyo Revengers                                                          |
| Bester Movie               | Demon Slayer: Kimetsu no Yaiba – The Movie: Mugen Train                  |
| Beste OVA                  | ReLIFE: Final Arc – OVAs                                                 |
| Beste Regie                | Haruo Sotozaki (Demon Slayer: Kimetsu no Yaiba – The Movie: Mugen Train) |
| Bestes Charakterdesign     | Yuko Iwasa (Dr. Stone)                                                   |
| Bestes Studio              | Ufotable (Demon Slayer: Kimetsu no Yaiba – The Movie: Mugen Train)       |
| Bestes J-Game              | Demon Slayer: Kimetsu no Yaiba – The Hinokami Chronicles                 |
| Bester Anime-Score         | Given von Michiru                                                        |
| Bester Anime-Song          | Good Morning World von Burnout Syndromes aus Dr. Stone                   |
| Bester Manga international | Blue Lock von Muneyuki Kaneshiro und Yūsuke Nomura                       |
| Bester Manga national      | Bound von Anne Luise P.                                                  |
| Beste Light Novel          | Solo Leveling von Chugong                                                |

### 18. AnimaniA Award (2023)
| Kategorie                                 | Gewinner                                               |
| ----------------------------------------- | ------------------------------------------------------ |
| Beste TV-Serie: Disc-Release              | Jujutsu Kaisen                                         |
| Beste TV-Serie: Online                    | Spy × Family                                           |
| Bester Movie: Disc-Release                | Belle                                                  |
| Bester Movie: Kino-Release                | Jujutsu Kaisen 0                                       |
| Beste deutsche Synchronisation            | Belle                                                  |
| Beste deutsche Synchronstimme             | Lara Trautmann für Suzu/Belle in Belle                 |
| Beste Regie                               | Sunghoo Park für Jujutsu Kaisen                        |
| Bestes Charakterdesign                    | Tadashi Hiramatsu für Jujutsu Kaisen                   |
| Bestes Studio                             | Kyoto Animation für Violet Evergarden: Der Film        |
| Bestes J-Game                             | Pokémon Karmesin und Purpur                            |
| Bester Anime-Score                        | Belle                                                  |
| Bester Anime-Song                         | Vivid Vice von Who-ya Extended aus Jujutsu Kaisen      |
| Bester Manga international: Shonen/Seinen | Tokyo Revengers von Ken Wakui                          |
| Bester Manga international: Shojo/Josei   | Athanasia – Plötzlich Prinzenssin von Plutus und Spoon |
| Bester Manga international: Boys Love     | BJ Alex von Mingwa                                     |

[veraltet]

## Kritik
Anders als in den Vorjahren wurden 2018 lediglich die Gewinner der einzelnen Kategorien auf der Homepage von AnimaniA bekannt gegeben. Zuvor wurden auch die Zweit- und Drittplatzierten jeder Kategorie publik gemacht. Dies wurde als schade empfunden. Kritisiert wurde das Format des Publikumspreises in der die Leser Punkte an die Nominierten verteilen können. Grund für die Kritik ist, dass die Leser ihre Lieblingsanime bevorzugen würden was bei Kategorien zum Besten Animationsstudio oder Bester Manga unfair herüberkommt. Als Lösung wurde vorgeschlagen die Werke von den Künstlern in den Manga-Kategorien zu trennen und alle Werke, die im gleichen Kalenderjahr vom selben Mangaka in Deutschland erschienen sind, ebenfalls zu nennen.